# UCI World Tour 2013
UCI World Tour 2013 – 5. edycja cyklu szosowych wyścigów kolarskich o najwyższej randze w klasyfikacji UCI. Seria rozpoczęła się 22 stycznia w Australii wyścigiem Tour Down Under, a zakończyła 20 października ostatnim etapem wyścigu Tour of Beijing w Chinach.
W kalendarzu na rok 2013 figurowało 28 wyścigów (14 wieloetapowych i 14 jednodniowych). W porównaniu z poprzednimi edycjami jedyną zmianą miało być dołączenie do tego cyklu wyścigu Dookoła Hangzhou (po raz pierwszy w historii). W lutym 2013 na posiedzeniu Rady Kolarstwa Zawodowego ogłoszono zamrożenie tego projektu i odwołanie imprezy. Tour de Pologne – najważniejszy wyścig kolarski w Polsce, ponownie znalazł się w programie.
Prawo startu miało 19 zespołów zawodowych. W porównaniu z rokiem ubiegłym nastąpiła jedna zmiana w zestawieniu ekip. W miejsce Team Katusha licencję UCI ProTeams zdobył zespół Argos-Shimano. Ekipa Team Katusha, która miała w składzie triumfatora UCI World Tour 2012 Joaquima Rodrígueza nie zgodziła się z decyzją UCI i skierowała sprawę do sądu. W lutym 2013 wygrała sprawę przed Trybunałem Arbitrażowym ds. Sportu (CAS) i ostatecznie wystartowała w cyklu UCI World Tour 2013 dołączając do 18 zawodowych ekip.

## Drużyny[6]
| Kod UCI | Zespół                      | Siedziba          | Oficjalna strona |
| ------- | --------------------------- | ----------------- | ---------------- |
| ALM     | Ag2r-La Mondiale            | Francja           |                  |
| ARG     | Argos-Shimano               | Holandia          |                  |
| AST     | Pro Team Astana             | Kazachstan        |                  |
| BEL     | Belkin Pro Cycling Team     | Holandia          |                  |
| BMC     | BMC Racing Team             | Stany Zjednoczone |                  |
| CAN     | Cannondale Pro Cycling Team | Włochy            |                  |
| EUS     | Euskaltel-Euskadi           | Hiszpania         |                  |
| FDJ     | FDJ.fr                      | Francja           |                  |
| GRS     | Garmin-Sharp                | Stany Zjednoczone |                  |
| KAT     | Team Katusha                | Rosja             |                  |
| LAM     | Lampre-Merida               | Włochy            |                  |
| LTB     | Lotto-Belisol               | Belgia            |                  |
| MOV     | Movistar Team               | Hiszpania         |                  |
| OGE     | Orica-GreenEDGE             | Australia         |                  |
| OPQ     | Omega Pharma-Quick Step     | Belgia            |                  |
| RLT     | RadioShack-Leopard          | Luksemburg        |                  |
| SKY     | Sky Procycling              | Wielka Brytania   |                  |
| TST     | Team Saxo-Tinkoff           | Dania             |                  |
| VCD     | Vacansoleil-DCM             | Holandia          |                  |

## Klasyfikacje (po 27. wyścigach)

### Klasyfikacja indywidualna
| M-ce | Imię i nazwisko    | Kraj            | Drużyna                 | Pkt |
| ---- | ------------------ | --------------- | ----------------------- | --- |
| 1.   | Joaquim Rodríguez  | Hiszpania       | Team Katusha            | 607 |
| 2.   | Chris Froome       | Wielka Brytania | Sky Procycling          | 587 |
| 3.   | Alejandro Valverde | Hiszpania       | Movistar Team           | 540 |
| 4.   | Peter Sagan        | Słowacja        | Cannondale              | 491 |
| 5.   | Vincenzo Nibali    | Włochy          | Pro Team Astana         | 474 |
| 6.   | Daniel Martin      | Irlandia        | Garmin-Sharp            | 432 |
| 7.   | Fabian Cancellara  | Szwajcaria      | RadioShack-Leopard      | 384 |
| 8.   | Nairo Quintana     | Kolumbia        | Movistar Team           | 366 |
| 9.   | Rui Costa          | Portugalia      | Movistar Team           | 352 |
| 10.  | Richie Porte       | Australia       | Sky Procycling          | 327 |
| 20.  | Rafał Majka        | Polska          | Team Saxo-Tinkoff       | 201 |
| 23.  | Michał Kwiatkowski | Polska          | Omega Pharma-Quick Step | 194 |
| 42.  | Przemysław Niemiec | Polska          | Lampre-Merida           | 118 |
| 192. | Maciej Paterski    | Polska          | Cannondale              | 2   |

### Klasyfikacja drużynowa
| M-ce | Drużyna                     | Pkt  |
| ---- | --------------------------- | ---- |
| 1.   | Movistar Team               | 1610 |
| 2.   | Sky Procycling              | 1561 |
| 3.   | Team Katusha                | 1340 |
| 4.   | RadioShack-Leopard          | 1056 |
| 5.   | Astana Pro Team             | 1045 |
| 6.   | Team Saxo-Tinkoff           | 1030 |
| 7.   | Omega Pharma-Quick Step     | 1013 |
| 8.   | Garmin-Sharp                | 885  |
| 9.   | Cannondale Pro Cycling Team | 750  |
| 10.  | BMC Racing Team             | 731  |

### Klasyfikacja krajów
| M-ce | Kraj              | Pkt  |
| ---- | ----------------- | ---- |
| 1.   | Hiszpania         | 1890 |
| 2.   | Włochy            | 1082 |
| 3.   | Kolumbia          | 1011 |
| 4.   | Wielka Brytania   | 975  |
| 5.   | Holandia          | 806  |
| 6.   | Belgia            | 645  |
| 7.   | Francja           | 640  |
| 8.   | Australia         | 628  |
| 9.   | Stany Zjednoczone | 617  |
| 10.  | Irlandia          | 568  |
| 11.  | Polska            | 515  |